# Dos tiempos

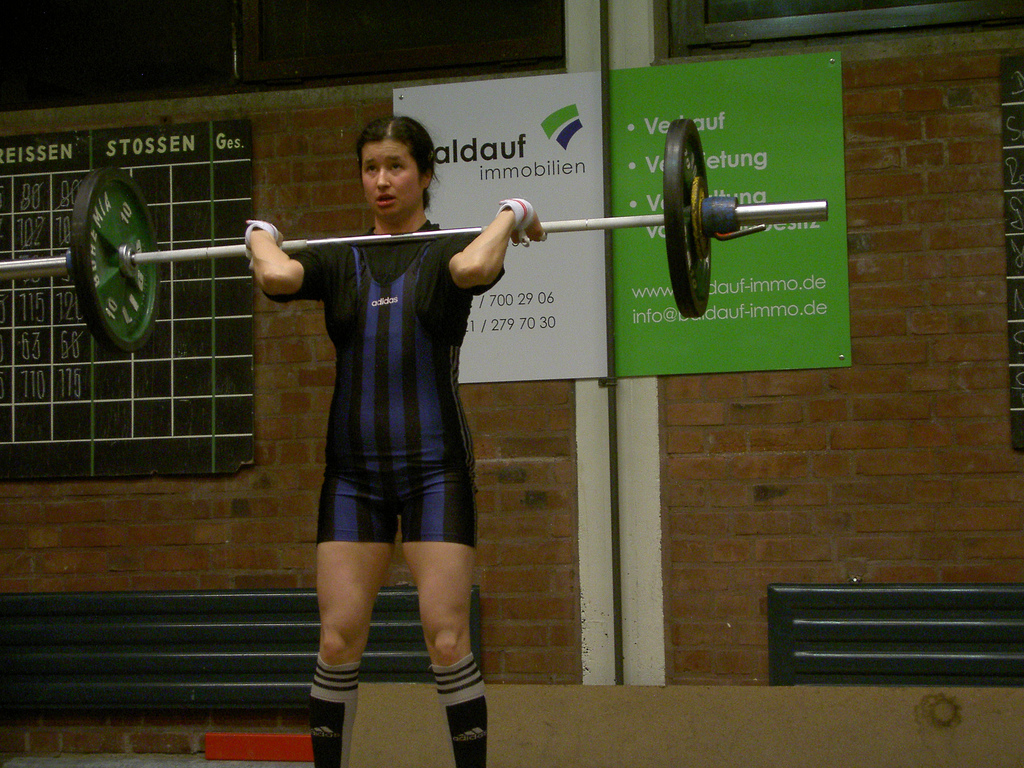
Dos movimientos (cargada o clean).

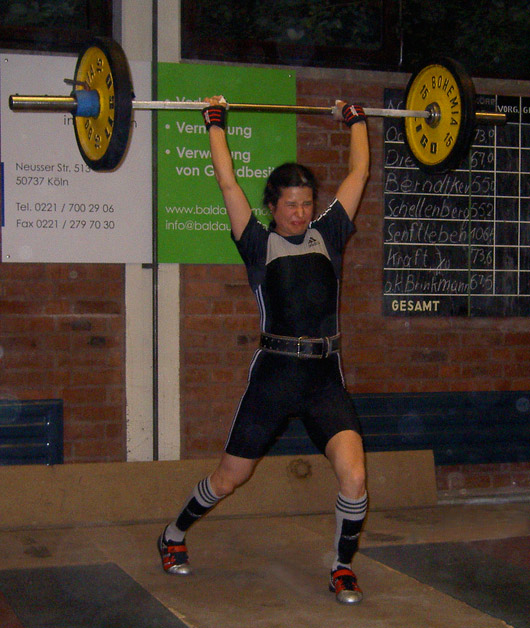
Dos movimientos (envión o jerk).

Los dos tiempos o cargada y envión (en inglés clean and jerk), es en la halterofilia uno de los movimientos que forman parte de este deporte junto con el movimiento de arrancada.
Los dos tiempos consiste en levantar la barra desde el suelo hasta los hombros con una sentadilla. Posteriormente se recupera en posición de pie, para iniciar la segunda fase denominada jerk, realizando una flexión de las piernas empujando la barra por encima de la cabeza con una tijera al mismo tiempo, posteriormente se recupera colocando los pies en paralelo para poder descender la barra al suelo.

## Técnica

Dos tiempos.

Hay dos fases diferentes en este movimiento: en la primera (clean o cargada), el competidor levanta la barra desde el suelo realizando un tirón y sentadilla para colocarse bajo la misma. Luego se levanta erguido sujetando la barra a la altura de los hombros; en la segunda (jerk o envión), doblando mínimamente las rodillas, levanta la barra por encima de la cabeza, tomando impulso con las piernas y extendiendo los brazos por completo. El levantador debe mantener los pies en el mismo plano (push jerk) durante todo el proceso y extender en la segunda fase las piernas completamente. 
Hay una variante de la modalidad de dos tiempos en la que está permitido colocar los pies en diferente plano (split jerk). La mayoría de los levantadores realizan el segundo movimiento flexionando un poco las piernas y las estiran de repente, provocando un efecto muelle, momento en el que bajan el cuerpo para colocarse debajo de la barra, completando así el levantamiento.